# Castelo de Leslie
O Castelo de Leslie (em inglês:  Leslie Castle) é um castelo do século XVII localizado em Leslie, Aberdeenshire, Escócia.

## História
Datado de 1661. Possuía também uma ponte levadiça, construída em 1664 e atualmente inexistente. Construído para William Forbes de Monymusk no mesmo lugar do anterior Castelo dos Leslies, restos que agora só são visíveis do ar. Esteve em ruínas até 1981, altura em que David Leslie, membro da família iniciou a obra, durando até 1989.
Encontra-se classificado na categoria "B" do "listed building" desde 24 de novembro de 1972.